# Протагониста
Протагониста (стгрч. Περικλήςπρωταγωνιστής, prōtagōnistḗs), у свом основном значењу, својеврсни је поборник нечега, борац за нешто, онај који се за нешто залаже. Међутим, најчешће, протагониста је главни актер неког књижевног, позоришног или филмског дела.
Реч „протагониста” има више значења. Према дефиницији, протагониста је борац за нешто, онај који се за нешто залаже и који се свесрдно за нешто труди и улаже своје знање и способности које поседује. Израз протагониста потиче од старогрчке речи prōtagonistēs (где реч prōtos има значење  „први”, „једини”, „прави”) те се он преводи као првоборац, главни поборник, вођа, главни покретач или главна личност, односно првак у нечему. У старогрчком позоришту, античкој драми, протагониста је било име за глумца који игра главну улогу.
Ово значење се данас пренело у књижевност, па се главни јунак (носилац радње и покретач догађаја) неког књижевног дела, па и у позоришном и филмском делу, назива протагониста. Он је субјекат о коме се дело пише или око кога се „врти“ читава радња, те је опет он неко ко је главни, основни, најзапаженији, ко је одлучна фигура, онај ко је суштина и срж и без кога се не може „испричати прича“.
Када је у питању протагониста у друштву, култури, политици или било којој другој врсти активности, он се сматра покретачем свега и то је неко ко је најзаслужнији за неку активност или дело, односно онај ко има јасну визију и став и ко је главни у некој делатности којом се бави.